# Grodo
Grodo (em latim: Grodus; em grego: Γρώδ; romaniz.: Gród) ou Gródio foi rei dos hunos da Crimeia no século VI e irmão de Mugel. Foi mencionado em 528, quando aliou-se com o Império Bizantino, visitou Constantinopla e foi batizado sob patrocínio do imperador Justiniano (r. 527–565), que fez o mesmo com seu avô. Ele retornou para seu povo com vários presentes e prometeu proteger o Bósforo e os interesses bizantinos na área.
Ao chegar em seu país, confiscou todas as imagens de prata e eletro cultuadas pelos hunos e fundiu-as para serem vendidas no Bósforo. Em decorrência disso, foi vítima dum golpe arquitetado pelos sacerdotes locais que causou sua morte. Eles substituíram-o por seu irmão Mugel, que era agressivos aos bizantinos.